# Unternehmen Xarifa
Unternehmen Xarifa  ist der Titel eines Films, der zwischen August 1953 und April 1954 während der Galapagos-Expedition von Hans Hass mit seinem Forschungsschiff Xarifa gedreht wurde. Die Arbeit der Expeditionsteilnehmer an Bord und unter Wasser, ihre neuartigen Erkenntnisse bilden den Stoff für den Dokumentarfilm, der in eine Spielhandlung eingebettet ist. Lotte Hass ist Unterwassermodell und Hauptdarstellerin.
Der Film lief in Österreich und der Schweiz unter dem Titel Giganten des Meeres in Anspielung an den Handlungsfaden des Films, der Suche nach Pottwalen.

## Handlung

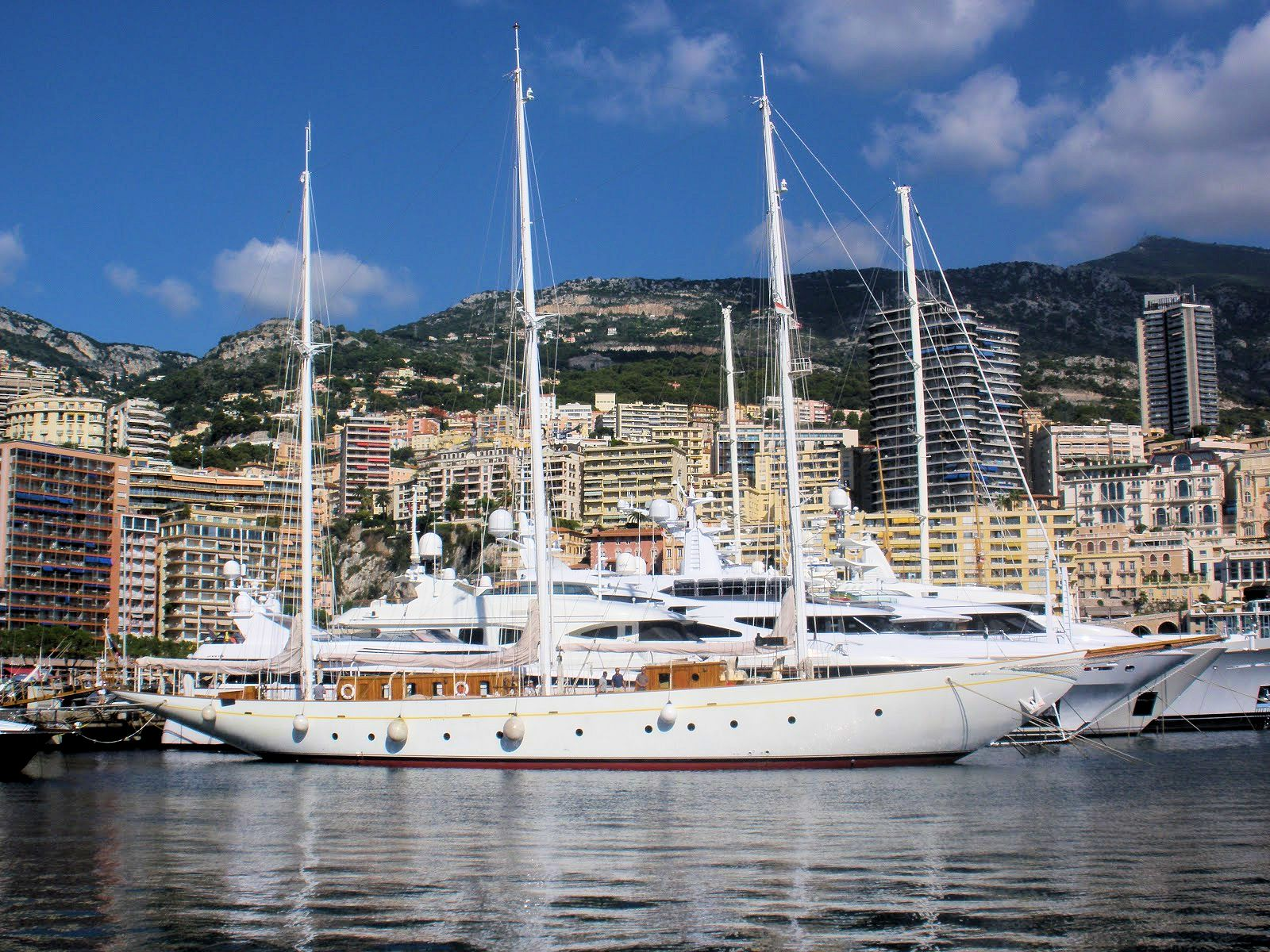
Forschungsschiff XARIFA 2007 im Hafen von Monaco.

Die Segeljacht Xarifa liegt zwischen den Palminseln des Karibischen Meeres. Expeditionsleiter Hass erklärt seinen Mitarbeitern die Verwendung der neuen Tauchgeräte, und anschließend dringen sie gemeinsam in noch unberührte Meerestiefen vor. Korallenriffe werden erforscht, angriffslustige Haie abgewehrt. Die Taucher tragen Spiegel auf den Meeresgrund, um festzustellen, was die Fische tun, wenn sie ihr Antlitz sehen.
Lotte Hass ist als Taucherin das Sorgenkind der Expedition. Sie bringt sich durch ihre Eigenwilligkeit immer wieder in Gefahr. Haie streichen an ihren Beinen vorbei, sie merkt es nicht. Sie will auch Experimente mit Meerestieren anstellen. In einem Buch liest sie, dass man Tiere hypnotisieren könne, indem man eine glitzernde Kugel über ihre Augen halte. Sie befestigt eine bunte Glaskugel an einem Stock und verschwindet im Meer. An einem Trompetenfisch erprobt sie ihre neue Kunst und anscheinend verdreht der Trompetenfisch die Augen und wird stocksteif.
Szenenwechsel: Hass und seine Männer sitzen in einem Korallenriff und erproben die Wirkung von Schwingungen, die durch einen Unterwasser-Lautsprecher ausgesandt werden. Die Schwingungen sollen Haie anlocken. Da ertönt statt der Schwingungen ein merkwürdiges Geschrei. Über Kurzwelle hat der Funker Nachricht von der Heimat erhalten, dass Eibl-Eibesfeldt, ein junger Tierpsychologe, Vater geworden ist. Die Funkstation in Deutschland hat das Geschrei des Neugeborenen bis ins Karibische Meer geleitet und dieses Geräusch ist es, das aus dem Unterwasser-Lautsprecher erschallt. Der Funker selbst schwimmt mit einer Sektflasche auf den Meeresgrund und gratuliert. Eibl-Eibesfeldt ist außer Fassung. Gerade hat er noch gesagt, der Ton klinge, als wenn man einer Katze auf den Schwanz trete.
Wochen sind vergangen. Der Zuschauer hat Freud’ und Leid’ der Expeditionsmannschaft kennengelernt, die Erlebnisse des Alltags, die stets drohenden Gefahren, die vielen überraschenden Erlebnisse auf dem Meeresgrund. Aber noch sind die Korallenriffe nicht wirklich erforscht. Mit 5000-Watt-Scheinwerfern schwimmen die Taucher auf dem Meeresgrund und aus dem blauen Dämmerlicht lösen sich Farben, wie sie noch kein Lebewesen erblickt hat.
Der geheime Wunsch des Expeditionsleiters Hass ist es, die größten Meeresraubtiere, die sagenhaften Pottwale, unter Wasser anzuschwimmen und zu filmen. Er hofft, dass er diesen Meeresriesen auf den Galapagos-Inseln begegnen wird und nimmt die gefährlichen Hammer- und Tigerhaie in Kauf, welche diese entlegenen Küsten unsicher machen. Der geheime Wunsch von Lotte ist es, die sagenhafte Kokos-Insel aufzusuchen, denn sie hat eine alte Karte, welche angeblich das Versteck eines Schatzes zeigt. Während die „Xarifa“ mit vollen Segeln in den Pazifik segelt und am Äquator nach Seemannstradition in bunter Verkleidung die Äquatortaufe vorgenommen wird, sieht sie im Traum die ungeheuren Schätze, die ihrer warten.
Auf den einsamen Galapagos-Inseln erlebt die Expedition ein Tierparadies. Seelöwen umtanzen die Taucher in anmutigem Spiel und Schwärme prächtiger Panterrochen gleiten lautlos vorbei. Das Meer ist voll von seltsamen Tieren, nur die Wale fehlen noch! Lotte meint, diese seien bestimmt weiter nördlich. Weiter nördlich … bei der Schatzinsel Kokos.
Die Würfel sind gefallen. Die Xarifa nimmt nördlichen Kurs. Im dichten Urwald der entlegenen Insel suchen alle Expeditionsmitglieder heimlich den Schatz. Unter Wasser sieht es hier unheimlich aus. Schwärme von Hammerhaien machen diese Gegend unsicher. Hass und seine Männer finden ein Wrack. Sie bringen die großen Scheinwerfer herunter und dringen in das Innere des Schiffs ein…
Da ertönt vom Mastkorb ein Schrei: Wale sind gesichtet! Die Mannschaft auf dem Meeresgrund wird verständigt und bricht sofort zur Verfolgung auf. Ein anderes Boot fährt an der Küste entlang. Vom treuen „Xenophon“ begleitet, will Lotte den Schatz allein finden. Ungeachtet der Brandung schwimmt sie allein in die Tiefe und in eine riesige Grotte, während ein Rudel von Hammerhaien ihr folgt.
Hass und seine Männer haben ein Mikrophon ins Meer gesenkt und hören eigentümliche Geräusche. Das muss die Stimme der Wale sein! Und da erscheinen die Riesen bereits in der Nähe des Boots. Schon sind Hass und Hodges mit ihren Kameras im Wasser und schwimmen die Tiere an. Sie ahnen nichts von der Gefahr, in der Lotte schwebt. Hammer- und Tigerhaie haben sich vor der Grotte versammelt und lassen sie nicht mehr zur Oberfläche zurück. Der Sauerstoff ihres Geräts ist beinahe zu Ende.
Xenophon, der die Haie vom Boot aus sieht, eilt zurück zur Xarifa und verständigt über Funk die Mannschaft bei den Walen. Aber Hass hört nicht auf die Rufe seiner Kameraden im Boot. Der Wunsch seines Lebens hat sich erfüllt. Im tollkühnen Einsatz bringt er seine Kamera bis vor das Maul der Ungeheuer, aus dem ein markerschütternder knarrender Ton erschallt. Endlich nähert sich das Boot in brausender Fahrt der Felswand, wo Lotte getaucht ist. Lotte ist am Ende ihrer Kräfte. Sie kann sich der Haie nicht länger erwehren. Alles scheint verloren. Da gelingt es Hass, nach einigen tiefen Atemzügen bis zu Lotte hinabzutauchen und die Haie zurückzutreiben. Erschöpft schwimmen Hans und Lotte Hass empor.
Die Xarifa hat Segel gesetzt. Das Expeditionsziel ist erreicht. Das „Unternehmen Xarifa“ kehrt zurück in die Heimat.

## Hintergrund
Hans Hass war es gelungen, zur Finanzierung der ersten Expeditionsfahrt der Xarifa den deutschen Filmverleih Herzog-Film in München einzubinden. Der Verleih machte jedoch zur Bedingung, dass auf der Fahrt kein herkömmlicher, dokumentarischer Expeditionsfilm entstehen sollte, sondern ein Spielfilm, der in den Kinos ein größeres Publikum ansprechen und so die Kosten wieder schneller einspielen würde. Dies war für Hass allerdings eine schwierige Aufgabe, denn ein solches Filmprojekt lässt sich nicht mehr ausschließlich mit denen von ihm bislang verwandten 16 mm Handfilmkameras lösen.
Da der Film als erste deutsche Technicolor-Produktion ausgeführt werden sollte, war es nicht nur ein technisches, sondern auch ein personelles Problem. Denn niemand kannte bislang das neuartige Filmmaterial gut genug, um sagen zu können, welchen Einfluss Tropenklima und Expeditionsbedingungen auf seine Qualität haben würde. Als Kameramann verpflichtete Hass Konstantin Tschet für Überwasseraufnahmen und für Unterwasseraufnahmen den Engländer Jimmy Hodges, ein weithin bekannter und geübter Taucher und Unterwasserfilmer. Hodges kam kurz vor Expeditionsende bei einem Tauchgang vor Bonaire, vermutlich durch eine Sauerstoffvergiftung, ums Leben und wurde auf der Insel beerdigt.
Gedreht wurde auf der Fahrt mit mehreren Filmkameras. Unter Wasser kamen zwei „Vinten-Hodges“-Kameras zum Einsatz, die Filmaufnahmen über Wasser wurden mit Kameras aus dem Hause Arnold & Richter, den weltbekannten „Arriflex“ erstellt.
Ein großes technisches Problem war die Frage nach einer geeigneten Unterwasser-Filmbeleuchtung. Sie wurde wie folgt gelöst: Zwei Generatoren mit je 30 kW an Bord der Xarifa lieferten die nötige Energie. Ein 300 und ein 500 Meter langes Stromkabel, welche auch zusammengefügt werden konnten und ein Gewicht von über 1000 kg besaßen, mündeten in zwei Schalt- und Verteilerkästen. Diese waren im Beiboot installiert und verteilten den Strom in weitere 120 Meter lange dünnere Kabel, an deren Ende spezielle Filmscheinwerfer für den Unterwassergebrauch von 3 und 5 Kilowatt saßen. Um die schweren Versorgungskabel unter Wasser besser handhaben zu können, wurden sie in Abständen von 6 Metern mit Schwimmer aus Glasbojen versehen. Die äußerst große Lichtleistung dieser technisch- und bedienungsaufwendigen Unterwasser-Beleuchtung zeigte zum ersten Mal die Farben der tropischen Korallenriffe.
Da es sich um einen Expeditionsfilm mit deutlichem Spielfilmcharakter handeln sollte, mussten alle Expeditionsteilnehmer Rollen übernehmen und Dialoge sprechen. Hans Hass folgte dem Wunsch des Verleihers nach Dialogen sogar so weit, dass er Unterwasser-Dialoge einbaute. Das Sprechen mit den damals verwendeten Atemgeräten war unter Wasser allerdings nicht möglich, aber die Akteure taten so als ob. Damit alles echt wirkte, wurden vor dem Tauchgang die Texte festgelegt, die die einzelnen Taucher unverständlich in ihre Mundstücke murmelten. Später wurde der Text erneut an Land verständlich in das Mikrophon gesprochen und zwar verständlich. Diese wurden dann später im Atelier auf „Unterwasser-Sprache“ verfremdet und abgemischt und dem Film wieder zugegeben.
Die Musik zu den einzelnen Szenen schrieb Arthur Benjamin, gespielt wurde sie von dem London Symphony Orchestra unter der Leitung von Muir Mathieson. Gerade diese gefühlvolle Musik, die einige Passagen wie den Tanz der Seelöwen untermalt, lässt den Zuschauer die Schönheit der Unterwasserwelt noch deutlicher erahnen. Die Titelmusik des Films sollte wie ein Fanfarensignal wirken und den Beginn eines neuen Zeitalters der Unterwasserforschung ankündigen.

## Premierendaten
- Düsseldorf: 4. November 1954; Residenz-Theater (Weltpremiere der deutschen Fassung)
- Vaduz: 10. November 1954
- Berlin: 12. November 1954
- Basel: 22. November 1954
- London: 9. Dezember 1954; Empire Theater (Weltpremiere der englischen Fassung)
- Wien: 21. Dezember 1954, Urania